# شيكو
هشام محمد (4 يوليو 1980)، ممثل وكاتب سيناريو مصري، كون في فترة الجامعة مع أصدقائه فرقة عرفت باسم تمر هندي للإنتاج الفني، وقدموا أفلاماً سخرت من الأفلام المصرية الشهيرة، كان أنجحها فيلم «رجال لا تعرف المستحيل»، لفتت الفكرة نظر محمد حفظي الذي كان وقتها يتجه للإنتاج، وبالفعل أنتج لهم مسلسل «أفيش وتشبيه»، الذي كان يقدم في كل حلقة صورة ساخرة لأحد كلاسيكيات السينما المصرية، ثم أنتج لهم حفظي بعدها فيلم «ورقة شفرة» الذي حقق نجاحاً كبيراً على مستوى النقد. كما أن آخر أعماله هو مسلسل اللعبة مع هشام ماجد.

## مشواره الفني

### الأفلام
- 2002: رجال لا تعرف المستحيل (فيلم قصير) (محسن بيه /مونيكا)
- 2008: ورقة شفرة (بدير الانصارى)
- 2008: بنات وموتوسيكلات
- 2010: سمير وشهير وبهير (شهير منير الخطير)
- 2012: بنات العم (شيماء / شامي)
- 2014: الحرب العالمية الثالثة (الملك توت عنخ آمون)
- 2016: حسن وبقلظ (ضيف شرف - كوهين)
- 2016: حملة فريزر (مديح البلبوصي)
- 2018: قلب أمه (مجدي تختوخ)
- 2020: عفريت ترانزيت (ضيف شرف)
- 2021: ديدو (ضيف شرف)
- 2021: البعض لا يذهب للمأذون مرتين (ضيف شرف)
- 2022: العنكبوت (ضيف شرف)
- 2022 تسليم اهالي(ضيف شرف)
- 2023: ابن الحاج أحمد

### المسلسلات
- 2006: أفيش وتشبيه
- 2012: البلطجي
- 2013: الرجل العناب (النقيب تيسير فهمي / الرجل الشرطي)
- 2015: لهفة (ضيف شرف - شخصيته الحقيقية)
- 2016: نيللي وشريهان (ضيف شرف بدور - النقيب تيسير فهمي)
- 2017: خلصانة بشياكة (المحبوب / محمود / ماما كندة / سيحة / قاضي المحكمة / النقيب تيسير فهمي)
- 2018: واكلينها والعة (ضيف شرف)
- 2018: عزمي وأشجان (ضيف شرف - صلاح بسبوسة)
- 2020: اللعبة (وسيم الصريطي)
- 2020: الشركة الألمانية لمكافحة الخوارق (ضيف شرف - المؤدي الصوتي للدمية زيتا)
- 2021: اللعبة 2 (وسيم الصريطي)
- 2022: اللعبة 3 (وسيم الصريطي)
- 2023: اللعبة 4 (وسيم الصريطي)
- 2024: خالد نور وولده نور خالد (نور خالد نور)

### البرامج
- 2015: الفرنجة (مقدم للبرنامج)

### المسلسلات الإذاعية
- 2011: الحبيبة التلاتة
- 2016: كوكب تاني
- 2017: لعبوها صايمة
- 2018: تامر وشيرين (شيرين)
- 2019: ابن خالة حفيد أخطر رجل في العالم

### المسرحيات
- 2020: عطل فني
- 2024: على وضع الطيران
- 2025: البقاء للأصيع

## روابط خارجية
- شيكو على موقع IMDb (الإنجليزية)
- شيكو على موقع قاعدة بيانات الأفلام العربية
- شيكو على موقع قاعدة بيانات الفيلم (الإنجليزية)